# Teatro Hasimta

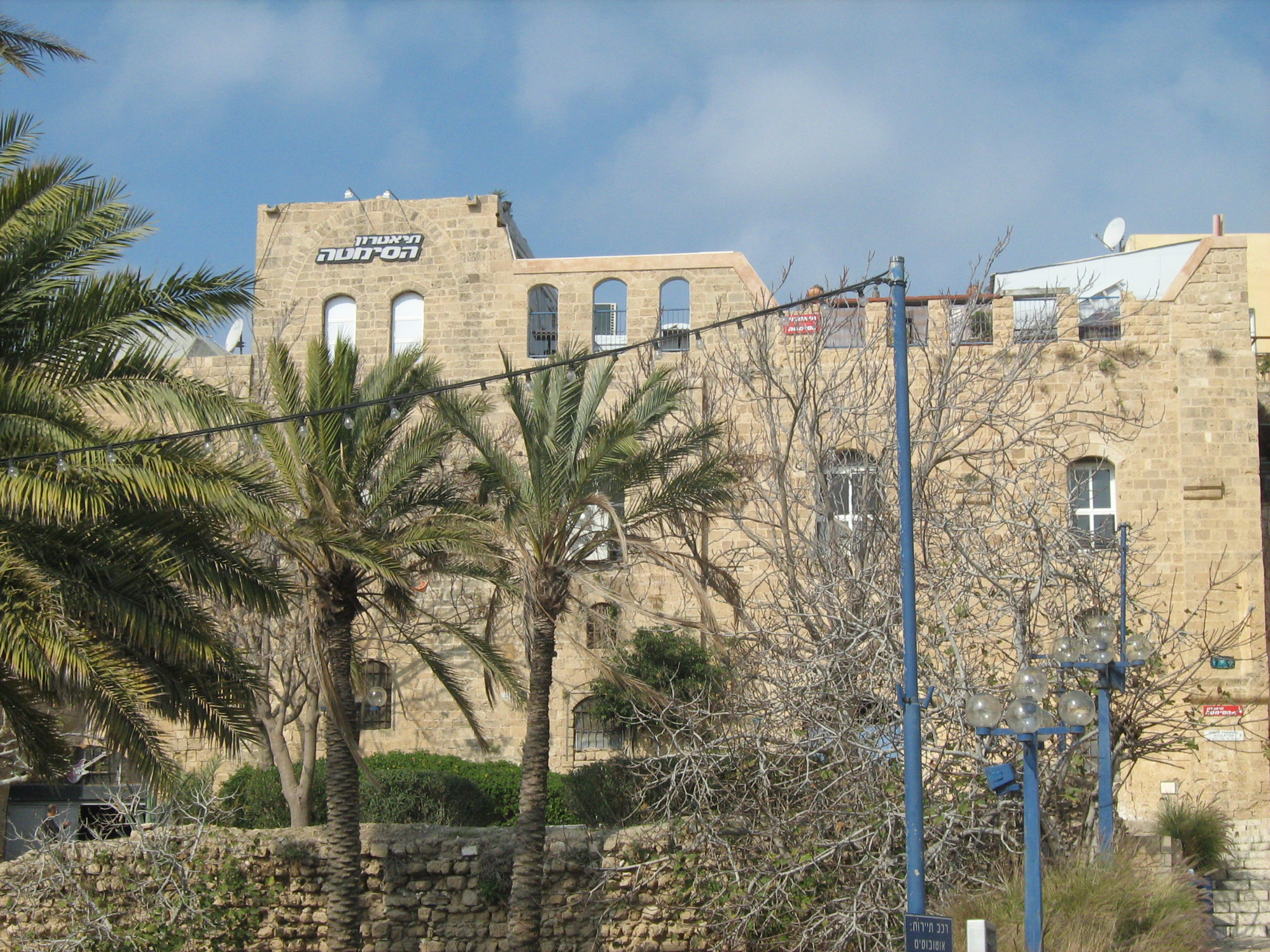
Teatro Hasimta.

El Teatro Hasimta (en hebreo: תיאטרון הסימטה) (en inglés: Hasimta Theater) es un teatro alternativo ubicado en la ciudad de Jaffa, en el Distrito de Tel Aviv. El local es conocido por ser uno de los teatros alternativos más antiguos de Israel, ya que ha estado funcionando continuamente desde su fundación en 1982, Hasimta fue fundado por el actor y director Niko Nitai, el cual había servido como gerente artístico del teatro durante un tiempo. Hasimta atrae a artistas que trabajan en el campo del teatro y la música, y desean desarrollar su propio estilo fuera del circuito del teatro convencional. La actual directora artística del teatro es Irit Frank.
El teatro fue fundado por Nitai, contando con la ayuda del municipio de Tel Aviv, en la ubicación de la antigua galería de arte de Hasimta. Entre los artistas habituales durante el primer año de funcionamiento del teatro se encontraba Meir Ariel. Estos artistas no recibían un salario monetario, sino que se les pagaba con un porcentaje de los ingresos de sus espectáculos.
El teatro permanece activo casi todos los días del año, y sirve como sala de ensayos por la mañana, y como escenario para las actuaciones por la noche. El teatro representa más de 200 obras al año, y mantiene a un equipo técnico de alrededor de 135 actores y creadores. El lugar también sirve como sala de exposiciones, y como escenario para conciertos de música y jazz. En el lugar hay un local llamado: el bar del callejón (en inglés: The Alley Bar).